# Bitwa o Dien Bien Phu

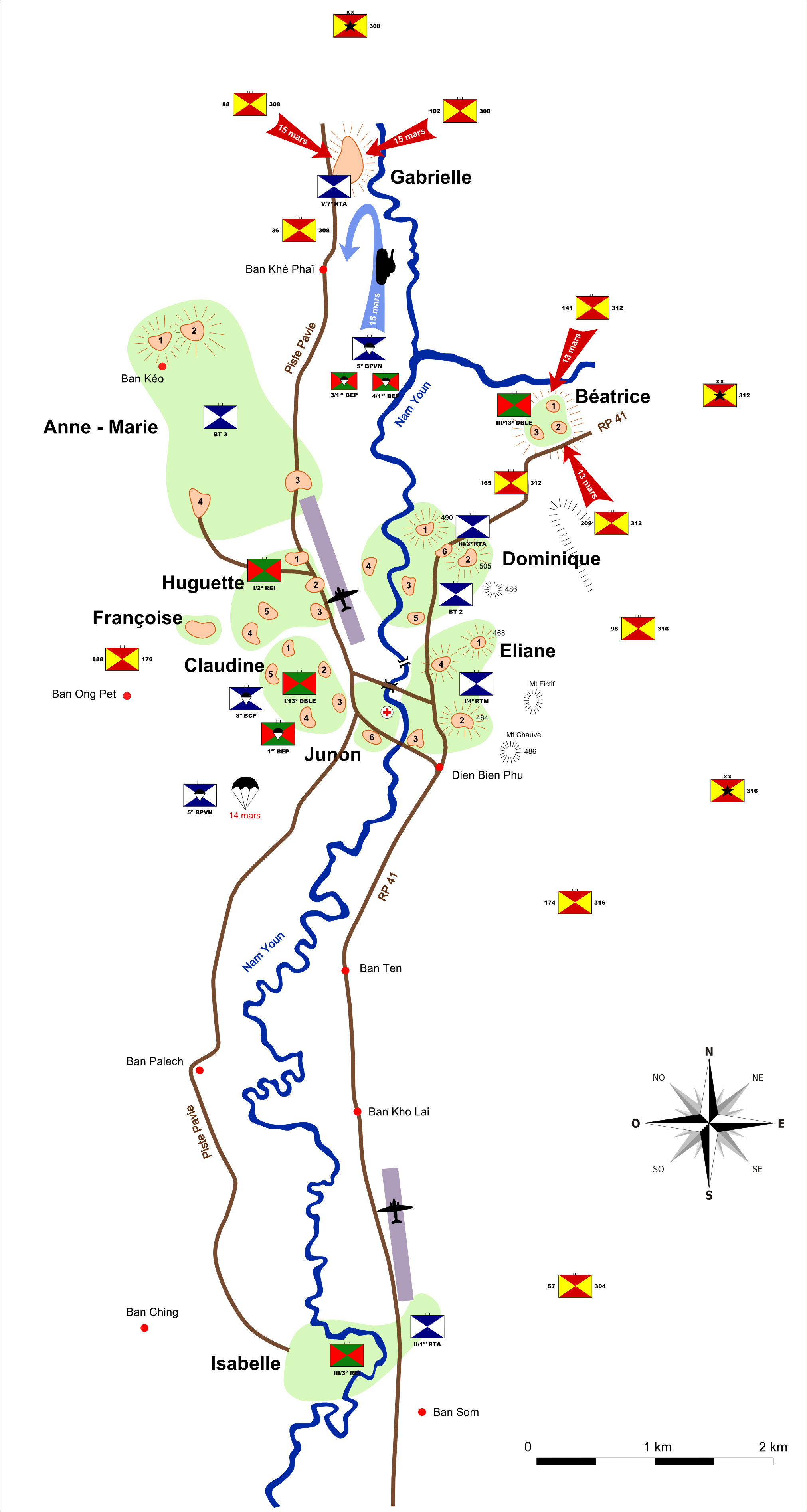
Szkic sytuacyjny pierwszej fazy bitwy

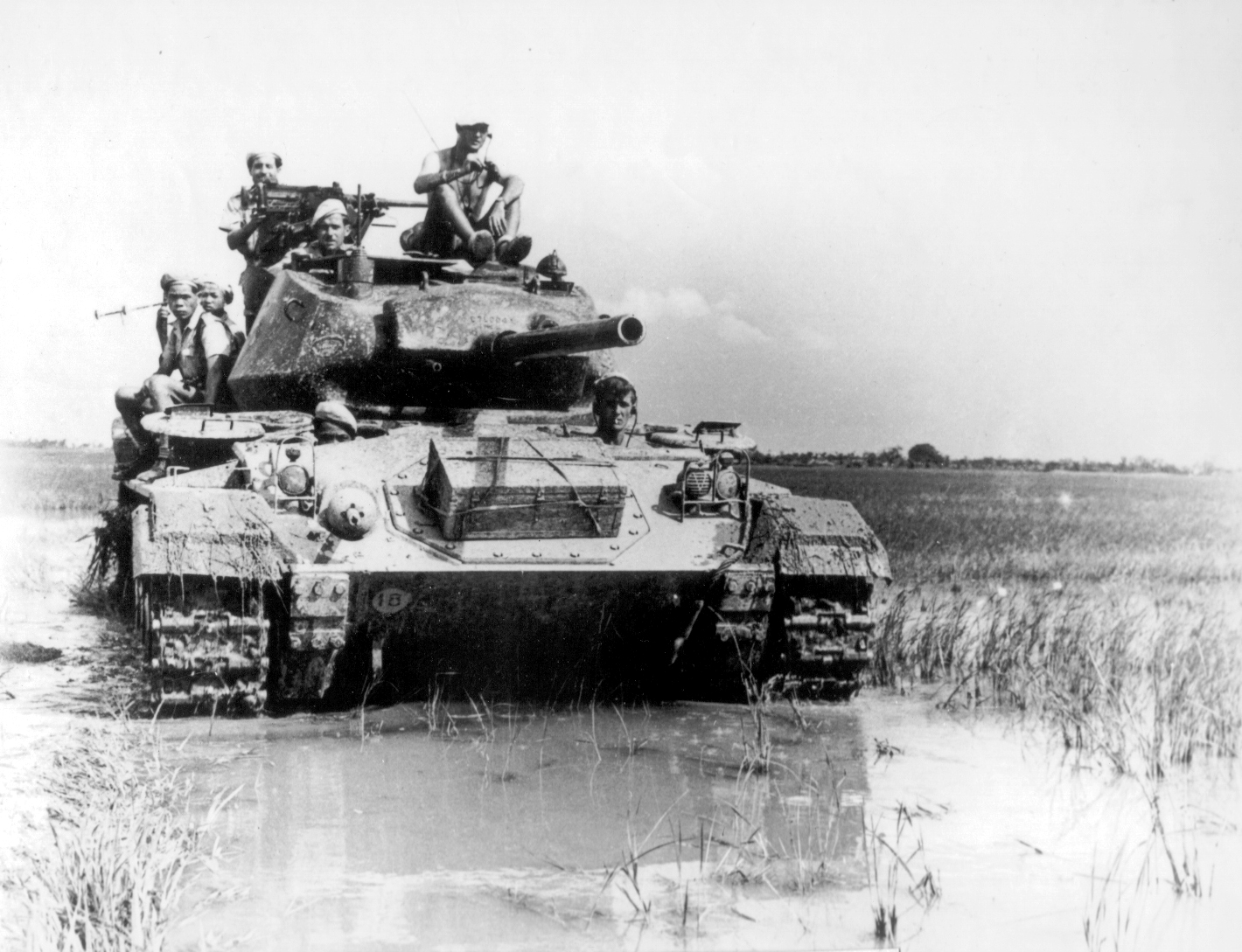
Amerykański lekki czołg M24 Chaffee w służbie francuskiej w Wietnamie

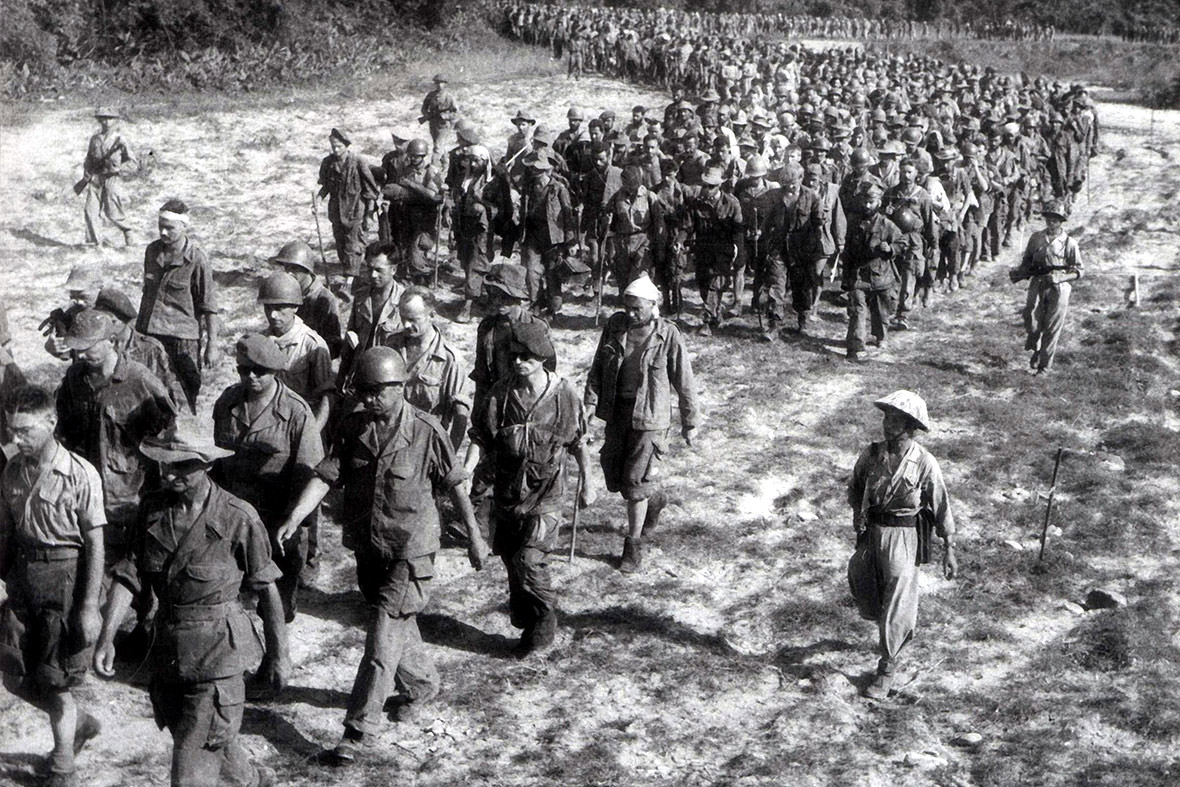
Żołnierze wietnamscy eskortujący jeńców francuskich w drodze do obozu

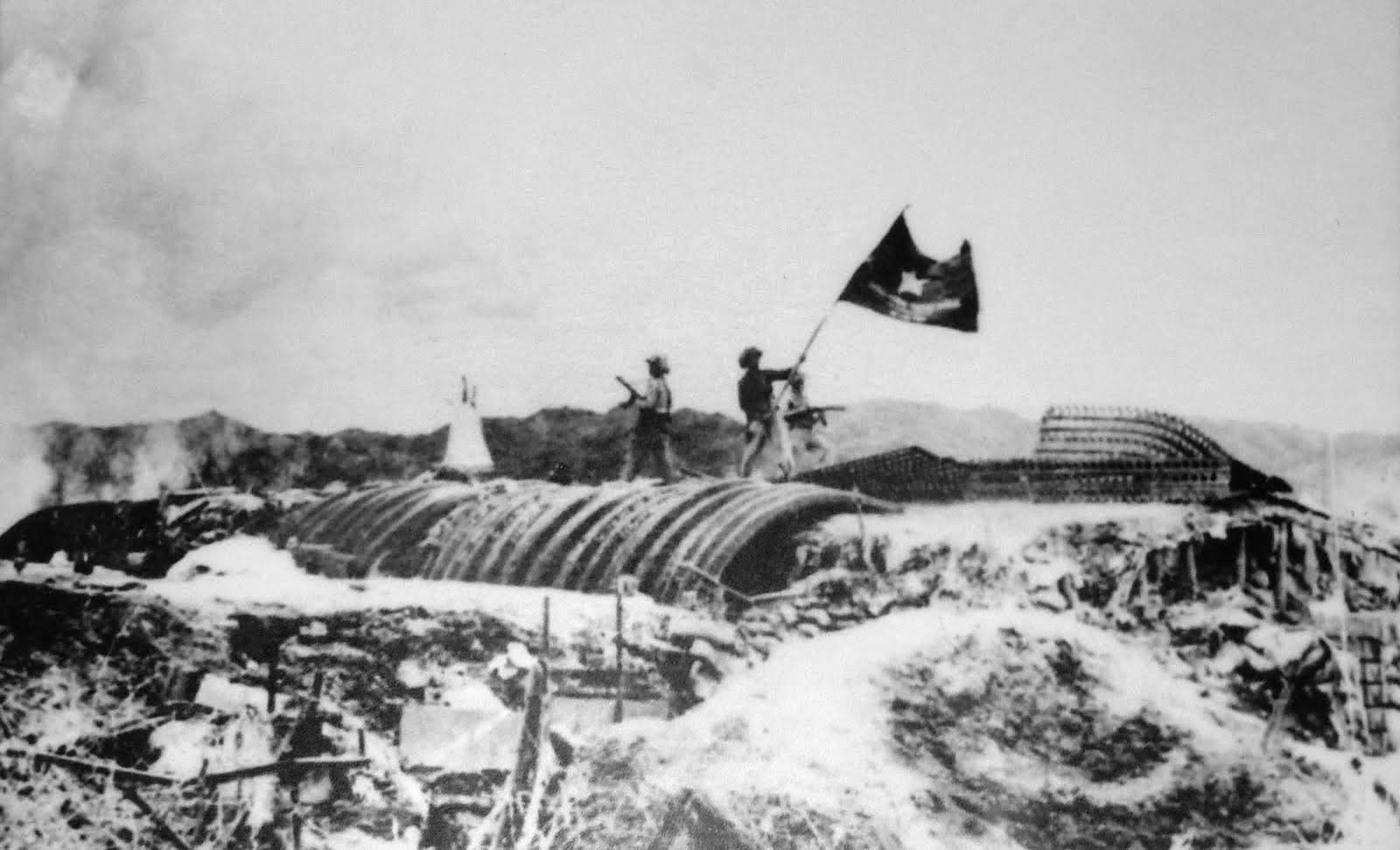
Zwycięscy Wietnamczycy po zdobyciu francuskiej kwatery głównej

Bitwa o Dien Bien Phu (wiet. Chiến dịch Điện Biên Phủ) – decydująca bitwa I wojny indochińskiej, pomiędzy wojskami francuskimi a wojskami wietnamskimi, Việt Minhem, trwająca od 13 marca 1954 do 7 maja 1954.
Toczona w rejonie Dien Bien Phu, w przygranicznej dolinie przekształconej przez Francuzów w warowny obóz dla liczącego ok. 20 tys. żołnierzy garnizonu, wspartego 60 działami, 10 lekkimi czołgami M24 Chaffee oraz 6 samolotami szturmowymi zrzucającymi napalm. Zakończona klęską armii francuskiej, okazała się początkiem końca kolonializmu francuskiego w Indochinach.

## Prolog
W maju 1953 francuski generał Henri Navarre przejął dowództwo nad wojskami francuskimi w Wietnamie. Opracowana przez niego strategia zdecydowanej walki z Việt Minhem zakładała desant na terytorium wroga i związanie jego głównych sił w rozstrzygającej bitwie. Na miejsce bitwy wyznaczono rejon Dien Bien Phu, wioski leżącej 320 km na północny zachód od głównej bazy armii francuskiej w Hanoi.
W ramach operacji "Castor" pierwszy desant 1800 francuskich spadochroniarzy nastąpił już 20 listopada 1953. Wraz z jego wzmacnianiem zbudowano bazę wojskową z dwoma lotniskami i 49 punktami oporu. Główny punkt bazy usytuowany w centrum doliny zajmował bunkier dowództwa. Ważnymi punktami obrony były natomiast pozycje (reduty): Gabrielle, Anne Marie, Beatrice i Isabelle. Dowodzący francuską bazą płk Christian de Castries miał do dyspozycji 16 200 żołnierzy, kompanię czołgów i eskadrę 12 samolotów. Tak przygotowaną bazę uznano za pozycję nie do zdobycia, na której w sukcesywnych atakach miała się wykrwawić armia Việt Minhu.
31 stycznia 1954 roku pierwsze patrole francuskie starły się z siłami Việt Minhu, w dniach następnych po kolejnych potyczkach patroli wysyłanych we wszystkich kierunkach Francuzi zdali sobie sprawę z sytuacji oblężenia.

## Bitwa
Gen. Võ Nguyên Giáp wyznaczył natarcie na pozycje francuskie na 13 marca 1954 roku. O godzinie 17:00 zmasowany ostrzał artylerii Việt Minhu zniszczył stanowiska artylerii francuskiej oraz samoloty znajdujące się na pasie startowym. Uszkodzeniu uległa też łączność telefoniczna. Atak piechoty na redutę Beatrice kompletnie zaskoczył obrońców. Fanatyczni żołnierze-wieśniacy nie zważając na ogień karabinów maszynowych, szli prosto pod kule, rzucali się na zasieki, aby następni atakujący mogli przejść po ich ciałach. Własnymi ciałami zasłaniali otwory strzelnicze w bunkrach. Po ciężkich walkach i ogromnych stratach wśród atakujących, pozycja ta padła. Francuzi również ponieśli znaczne straty: spośród broniących reduty 750 żołnierzy przeżyło tylko 194.
Następnie artyleria i piechota Việt Minhu zaatakowała umocnienia pozycji Gabrielle, które zostały zdobyte po dwóch dniach walki. Trzy dni później Wietnamczycy zajęli redutę Anne-Marie, co odsłoniło całkowicie lotnisko i uczyniło je bezużytecznym, dodatkowo zniszczono na pasach startowych 60 samolotów transportowych. Od tego momentu zaopatrzenie dla sił francuskich dostarczano wyłącznie drogą powietrzną, zrzucając ładunki na spadochronach. 30 i 31 marca Việt Minh skierował kolejne ataki na pozycje Dominique, Francoise oraz Claudine, Eliane i Huguette, lecz Francuzi zmusili Wietnamczyków do wycofania się, a w rejonie południowym utrzymali pozycje wokół reduty Isabelle. Obie armie zyskały czas na reorganizację. W toku walk siły francuskie były wzmacniane desantami spadochroniarzy, których zrzucono 5 batalionów.
W kwietniu naczelny dowódca wietnamski zmienił taktykę i od zmasowanych ataków przeszedł do powolnego, lecz systematycznego wdzierania się w obszar zajmowany przez Francuzów, tworząc też rozbudowaną sieć okopów wokół ich pozycji. Francuzi próbowali niszczących nalotów na pozycje wietnamskie, ale bez większych rezultatów. 22 kwietnia zaczęły padać deszcze monsunowe, ograniczając użyteczność posiadanych przez wojska francuskie czołgów, które grzęzły w rozmokłym gruncie i traciły swe walory bojowe. Deszcze utrudniały skuteczne działania również francuskiemu lotnictwu. W czasie walk wojska wietnamskie zestrzeliły 62 samoloty i 167 uszkodziły. Po sukcesach wojsk wietnamskich, między innymi po zdobyciu redut Gabrielle i Anne Marie, samobójstwo popełnił płk Piroth, a gen. de Castries popadł w załamanie nerwowe.
2 maja 1954 roku Việt Minh przypuścił ostateczny szturm i zajął część kolejnych umocnień. Dowództwo francuskie zdało sobie w końcu sprawę, iż niemożliwe jest przełamanie oblężenia wietnamskiego – jedynym wyjściem było uzyskanie amerykańskiego wsparcia i masowy nalot na pozycje Việt Minhu za pomocą bombowców startujących z lotniskowców na Morzu Południowochińskim. Francuzi zaczęli także poważnie rozważać możliwość użycia broni atomowej, zdając sobie sprawę z tego, że starcie z użyciem broni konwencjonalnej zakończy się ich klęską. Dotychczas Stany Zjednoczone Ameryki udzielały wojskom francuskim pomocy, dostarczając głównie broń i wsparcie logistyczne, ale odmówiły zbombardowania pozycji Việt Minhu, nie zamierzając głębiej angażować się w konflikt. Pomimo poparcia przez ważnych amerykańskich wojskowych planu użycia broni atomowej w Wietnamie (w postaci trzech taktycznych bomb atomowych), plan ten upadł, ponieważ prezydent Dwight Eisenhower nie wyraził na to zgody. W sprawie pomocy Francuzom Eisenhower rozmawiał z Winstonem Churchillem, otrzymał jednak odpowiedź, iż Wielka Brytania nie będzie się wikłać we francuskie sprawy kolonialne.
7 maja po ponownym ataku padła kolejna część bronionych przez Francuzów pozycji, a o 17:30 Wietnamczycy wkroczyli do bunkra dowodzenia. Wojska francuskie poddały się, co kończyło działania zbrojne I wojny indochińskiej. Partyzanci z Việt Minh wzięli do niewoli ok. 10,5 tys. żołnierzy francuskich. Spośród nich 3290 zostało później zwolnionych i przekazanych stronie francuskiej. Los 3130 jeńców pochodzenia indochińskiego nie jest znany.

## Narodowość żołnierzy walczących stron
W bitwie o Dien Bien Phu walczyło niewielu rodowitych Francuzów. Wojska francuskie dowodzone przez płk Christiana de Castriesa (w trakcie walk awansowanego do stopnia brygadiera) składały się z Francuzów, Afrykańczyków, Wietnamczyków i Niemców służących w Legii Cudzoziemskiej. Od końca II wojny światowej służyło w tej formacji około 1400 Niemców, weteranów niemieckiego Waffen-SS. Ponadto walczyło tam kilku Amerykanów. W wojskach wietnamskich, którymi dowodził gen. Võ Nguyên Giáp, służyli Wietnamczycy.

## Skutki
Bitwa zakończyła okres kolonialnego panowania Francji w Wietnamie i jej wojennego zaangażowania w Indochinach. Doprowadziła do rozmów w Genewie, których rezultatem był podział Wietnamu na dwie części stanowiące odrębne państwa.

## Literatura
- Tadeusz Szafar: Dien Bien Phu. Warszawa: Wydawnictwo MON, 1965